# Генерал армій США

Знак розрізнення генерала армій США, запропонований Інститутом геральдики США (неофіційний)

Генера́л а́рмій США (англ. General of the Armies) або генера́л армій Сполу́чених Шта́тів  (англ. General of the Armies of the United States) — найвище військове звання вищого офіцерського складу у Збройних силах США. Звання присвоюється особі, яка є головнокомандувачем усіх Збройних сил держави й інших воєнізованих структур держави та підпорядковується особисто Президентові США. За діючою військової ієрархією Сполучених Штатів звання вище рангом за генерала армії США, генерала Повітряних сил та адмірала флоту.
В історії США це звання присвоювалося тричі: Джону Дж. Першингу в 1919 році як особиста відзнака за керівництво Американськими експедиційними силами під час Першої світової війни; Джорджу Вашингтону в 1976 році, як посмертна честь на ознаку святкування 200-річчя США; і у 2024 році головнокомандувачу громадянської війни Уліссу С. Гранту (посмертно).
В силу його статусу це звання іноді описують як шестизірковий генерал, через те, що ранг старший за п'ятизіркове звання американського генерала армії, але знак розрізнення шестизіркового генерала ніколи не був офіційно затверджений, а Першинг, єдина людина, яка стала генералом армій за життя, ніколи не носив більше чотирьох зірок. З моменту заснування у 1944 році звань генерал армії й створено п'ятизіркові відзнаки, у Сполучених Штатах ведуться дискусії щодо того, чи повинний знак розрізнення Першинга мати чотири, п'ять чи шість зірок.

## Історія
Звання генерала армій Сполучених Штатів було введено Конгресом країни в 1919 році по завершенні Першої світової війни й за значні заслуги в цій війни звання було присвоєне генералу Дж. Першингу. Вдруге, це звання було присвоєне чисто символічно батьку-засновнику Сполучених Штатів Джорджу Вашингтону на честь 200-ліття заснування країни, в пам'ять за його заслуги.
14 грудня 1944, наприкінці Другої світової війни, військове звання генерала армії США було надане 4 вищим американським воєначальникам, що займали найважливіші посади в Збройних силах того часу: Джорджу Маршаллу, Дугласу Макартуру, Дуайту Ейзенхауеру, Генрі Арнольду. Для того щоб відзначити заслуги головнокомандувача американськими військами на Тихоокеанському театрі дій Д.Макартуру, було запропоновано надати йому вище звання — генерала армій США, проте, офіційного представлення на генерала так й не надійшло.
У військово-морських силах США це звання дорівнювало шестизірковому військовому званню адмірал ВМС, яке мав лише Джордж Д'юї.

## Генерали армій США
| # | Фото | Ім'я (роки життя)                                  | Військова біографія | Дата присвоєння звання     |
| - | ---- | -------------------------------------------------- | --- | -------------------------- |
| 1 |      | Джордж Вашингтон (22 лютого 1732 — 14 грудня 1799) | Американський державний діяч, перший президент Сполучених Штатів (1789—1797), батько-засновник США, головнокомандувач Континентальної армії, учасник франко-індіанської та війни за незалежність Північно-Американських штатів, творець американського інституту президентства. Також брав участь у квазівійні між США та Францією в 1798—1800 роках | 4 липня 1976 (посмертно)   |
| 2 |      | Джон Першинг (13 вересня 1860 — 15 липня 1948)     | американський воєначальник, генерал американської армії, учасник Індіанських, іспансько-американської, філіппінсько-американської війн, а також Мексиканської експедиції з метою проведення каральної операції проти нерегулярних військ повстанців Панчо Вілья. Верховний головнокомандувач об'єднаними силами США під час Першої світової війни в Європі. Єдиний, хто за життя здобув вище персональне військове звання в армії США — генерал армій Сполучених Штатів | 3 вересня 1919             |
| 3 |      | Улісс Грант (27 квітня 1822 — 23 липня 1885)       | американський політичний і військовий діяч, генерал армії США, полководець військ Півночі в роки Громадянської війни в США, 18-й Президент США. Головнокомандувач армії США (1864—1869). Учасник Американо-мексиканської та Громадянської війн | 19 квітня 2024 (посмертно) |